# Liste der Geotope im Landkreis Cuxhaven
Die Liste der Geotope im Landkreis Cuxhaven nennt die Geotope im Landkreis Cuxhaven in Niedersachsen. Einige dieser Geotope stehen zugleich als Naturdenkmal (ND), Landschaftsschutzgebiet (LSG), Naturschutzgebiet (NSG) oder Teil von diesen unter Schutz.
| Geotop-Nr. | Bezeichnung                         | Ort                                                                   | Bemerkung | Koordinaten                     | Bild |
| ---------- | ----------------------------------- | --------------------------------------------------------------------- | --- | ------------------------------- | ---- |
| 2218/03    | Aufschlusswand mit 2 fossilen Böden | Langen, NW-Hang des Sonnen-Berges.                                    | Geotoptyp: Aufschlusswand. Länge 50 m. Stratigraphie: Quartär-Pleistozän, Saale-, Eem- und Weichsel-Eiszeit. Petrographie: verfüllte Hohlform, enthält niveofluviatile Sande und Fließerden aus Saale- und Weichselzeit sowie 2 podsolähnliche fossile Böden aus Eem-Eiszeit.                            | 53° 43′ 4,8″ N, 8° 42′ 39,6″ O  |      |
| 2317/02    | Strandwall und Nehrungshaken        | Dorum, ca. 15 km nordwestlich Sievern.                                | Geotoptyp: Strandwall, Nehrung. Länge 400 m, Breite 75 m, Höhe 10 m. Stratigraphie: Quartär-Mittelholozän. | 53° 39′ 28,8″ N, 8° 35′ 16,8″ O |      |
| 2318/01    | Aufschlusswand                      | Drangstedt, ca. 500 m NE Wehden.                                      | Geotoptyp: Aufschlusswand. Breite 10 m, Höhe 8 m. Stratigraphie: Quartär-Pleistozän. Petrographie: Schmelzwasser der Jüngeren Drenthe- und Geschiebelehm der Hauptdrenthe-Vereisung. | 53° 36′ 39,6″ N, 8° 41′ 13,2″ O |      |
| 2319/02    | Hochmoor "Wildes Moor"              | NW Stinstedt.                                                         | Geotoptyp: Hochmoor. Fläche 57,0 ha. Stratigraphie: Quartär. Naturschutzgebiet NSG LÜ 101 "Wildes Moor bei Stinstedt". | 53° 40′ 15,6″ N, 8° 56′ 52,8″ O |      |
| 2320/02    | Aufschluss                          | Lamstedt, südlicher Teil der Westwand der Ziegeleigrube NW von Stade. | Geotoptyp: Aufschluss. Breite 50 m, Höhe 5 m. Stratigraphie: Quartär-Pleistozän, Elster-Saale-Interglazial. Petrographie: marine Tone des Holstein-Interglazials. | 53° 36′ 3,6″ N, 9° 6′ 39,6″ O   |      |
| 2417/01    | Findling "Saalackerstein"           | Schiffdorf, vor Gartenzaun eines Hauses am Schludenweg (Edehaus).     | Geotoptyp: Findling. Länge 1,6 m, Breite 1,4 m, Höhe 1 m. Stratigraphie: Quartär-Pleistozän, Drenthe-Vereisung. Petrographie: Gneis, z. T. eckige Kanten. Naturdenkmal ND-Cux 110. | 53° 32′ 1,1″ N, 8° 38′ 55,7″ O  |      |
| 2418/05    | Findlinge                           | alte Sandgrube (Grünland) südlich von Elmlohe-Marschkamp.             | Geotoptyp: Findling. 4 Findlinge: Länge 2,4 m, Breite 1,1 m, Höhe 1,3 m. Stratigraphie: Quartär-Pleistozän, Drenthe-Vereisung. Petrographie: a) Granit, tellerförmige Scheibe abgesprungen, 1 glatte Fläche mit Gletscherschrammen b) Granit, biatitreich c) Granit d) Gneis, schichtige Struktur, grob. | 53° 34′ 30″ N, 8° 43′ 44,4″ O   |      |
| 2418/07    | Findling                            | 1,5 km NW Wehdel und 350 m NNW des Aussiedlerhofes.                   | Geotoptyp: Findling. Länge 2 m, Breite 1,2 m, Höhe 0,8 m. Stratigraphie: Quartär-Pleistozän, Drenthe-Vereisung. Petrographie: Gneis, eckige Form, gebändert durch Feldspatreiche Lagen (rosa). Naturdenkmal ND-Cux 232.                                                                                  | 53° 31′ 3,1″ N, 8° 47′ 42,3″ O  |      |
| 2419/01    | Toteisloch                          | Köhlen, Ostrand von Geestenseth.                                      | Geotoptyp: Abflusslose Hohlform (Toteisloch). Länge 125 m. Stratigraphie: Quartär-Pleistozän, Saale-Vereisung. | 53° 30′ 39,6″ N, 8° 52′ 4,8″ O  |      |
| 2518/09    | Findling "Drachenstein"             | 2,5 km östlich Donnern in kleinem Birken-Kiefernwald.                 | Geotoptyp: Findling. Länge 1,7 m, Breite 1,8 m, Höhe 0,3 m. Stratigraphie: Quartär-Pleistozän, Drenthe-Vereisung. Petrographie: Gneis, schlangenförmige Äderung im Boden. Naturdenkmal ND-Cux 125. | 53° 29′ 29,3″ N, 8° 45′ 19,7″ O |      |
| 2519/01    | Wall aus Schmelzwassersanden        | an Nordostseite des Wollingster Sees, 2 km SSE Wollingst.             | Geotoptyp: Moräne. Länge 306 m, Breite 80 m, Höhe 5 m. Stratigraphie: Quartär-Pleistozän, Drenthe-Vereisung (Saale-Kaltzeit). Petrographie: Wall besteht aus Fein- bis Mittelsand. Im Naturschutzgebiet Wollingster See und Randmoore.                                                                   | 53° 27′ 39,6″ N, 8° 52′ 4,8″ O  |      |
| 2618/01    | Findling "Großer grauer Hengst"     | 2 km ESE Albstedt in Grünland.                                        | Geotoptyp: Findling. Länge 3,5 m, Breite 2,5 m, Höhe 1,5 m. Stratigraphie: Quartär-Pleistozän, Drenthe-Vereisung. Petrographie: Gneis, rosa, zwei glatte Flächen, klüftig. Naturdenkmal ND-Cux 97. | 53° 19′ 24,1″ N, 8° 44′ 45,9″ O |      |